# Allison Anders

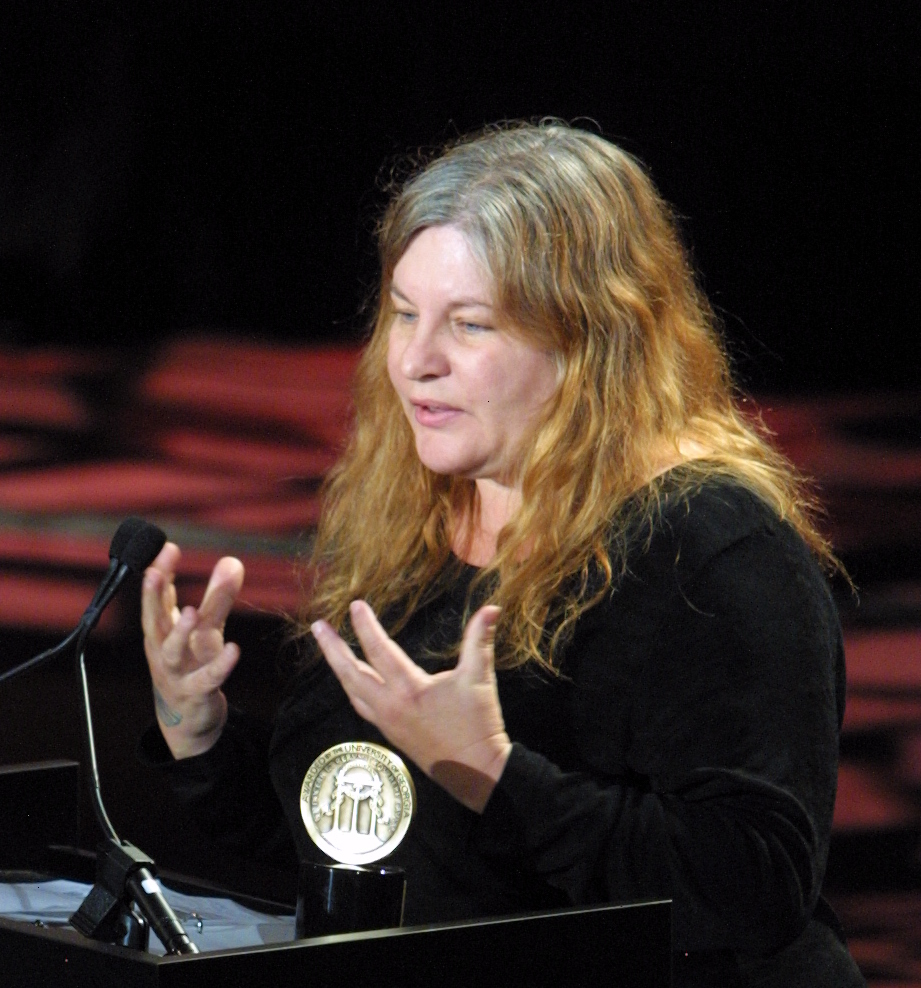
Allison Anders

Allison Anders (* 16. November 1954 in Ashland, Kentucky) ist eine US-amerikanische Film- und Fernsehregisseurin, Drehbuchautorin sowie Produzentin.

## Leben
Anders gab mit dem Gemeinschaftsprojekt Border Radio – Grenzstation 1987 ihr Regiedebüt, welches 1989 für den Independent Spirit Award als Bester Debütfilm nominiert wurde. Andere hieran beteiligte Regisseure und Drehbuchautoren waren Kurt Voss und Dean Lent. Für die Mehrzahl ihrer folgenden Spielfilme verfasste sie auch das Drehbuch. Seit den 2000er Jahren ist sie vor allem für Fernsehserien tätig. Ihr Schaffen als Regisseurin umfasst mehr als 30 Produktionen.
Für ihren ersten eigenständigen Film Gas Food Lodging – Verlorene Herzen wurde sie 1992 mit dem New York Film Critics Circle Award in der Kategorie Bestes Erstlingswerk ausgezeichnet. Zudem war sie in zwei Kategorien bei den Independent Spirit Awards 1993 nominiert. Zudem wurde der Film bei den Internationalen Filmfestspielen von Berlin 1992 in den Wettbewerb aufgenommen.
Ihr wohl bekanntester Film ist der Episodenfilm Four Rooms aus dem Jahr 1995, an dem auch Robert Rodriguez, Quentin Tarantino sowie Alexandre Rockwell als Regisseure beteiligt waren. Im gleichen Jahr erhielt sie eine MacArthur Fellowship.
Seit 1999 ist sie vornehmlich für das Fernsehen tätig. Zunächst inszenierte Anders vier Episoden der Serie Sex and the City, dann folgten meist einzelne Folgen für Produktionen wie Men in Trees (2006) oder The L Word – Wenn Frauen Frauen lieben (2006). Für ihren Fernsehfilm Ring of Fire (2013) wurde sie für den Emmy nominiert.
2008 wurden ihre Werke bei den Internationalen Hofer Filmtagen in der Retrospektive gezeigt.
Seit 1997 ist sie auch als Ausführende Produzentin tätig.

## Filmografie (Auswahl)
Regie
- 1987: Border Radio – Grenzstation (Border Radio)
- 1992: Gas Food Lodging – Verlorene Herzen (Gas Food Lodging)
- 1993: Mi vida loca
- 1995: Four Rooms (Episodenfilm)
- 1996: Grace of My Heart
- 1999: Sugar Town
- 1999–2000: Sex and the City (Fernsehserie, 4 Folgen)
- 2011–2012: Southland (Fernsehserie, 2 Folgen)
- 2012: Strutter
- 2013: Ring of Fire (Fernsehfilm)
- 2014–2016: Murder in the First (Fernsehserie, 7 Folgen)

Drehbuch
- 1992: Gas Food Lodging – Verlorene Herzen (Gas Food Lodging)
- 1995: Four Rooms
- 1996: Grace of my Heart